# Lindsta
Lindsta, eller Lindstan, är ett torp i Harbo socken, Heby kommun.
Namnet är inget riktigt -stanamn, utan platsen hette ursprungligen Lindstad, och har varit en lägestad eller hamn för båtar, omtalad första gången 1641. På platsen hade byn Bogärde sina fäbodar i slutet av 1800-talet, men de sanka strandängarna har utnyttnats för bete långt dessförinnan. Redan på 1520-talet nämns att Aspnäs höll sin boskap här. I samband med Tämnarsänkningarna på 1870-talet skapades ny odlingsmark i anslutning till området, och ett torp tillkom på platsen. Tillgängligheten ökade på 1930-talet då Nolmyravägen drogs på en bro vid Lindsta från Harbo till Nolmyra.
På platen finns även spår av tidigare bosättningar. I ett potatisland har hittat spår av en stenåldersboplats, ett flertal hela och delar av nätsänken, enkla skafthålsyxor och en flintpilspets (RAÄ 23:1 Harbo).
Strax söder om torpet ligger Lindsta naturreservat.